# Шапур Бахтіяр
Шапу́р Бахтія́р (перс. شاپور بختیار; 26 червня 1914 — 6 серпня 1991) — іранський політик, останній прем'єр-міністр Імперської держави Іран.

## Життєпис
Початкову освіту здобував у Шехре-Корді, потім в Ісфагані, а потім — у ліванському Бейруті. 1936 року виїхав до Франції. Там він здобув докторський ступінь з філософії, політології та права. Брав активну участь у громадянській війні в Іспанії на боці противників генерала Франко. Надалі записався до Іноземного легіону, брав участь у Русі Опору проти нацистської Німеччини.
Після повернення на батьківщину працював у міністерстві праці. У кабінеті Мосаддика був заступником міністра праці.
Наприкінці 1978 року влада шаха сильно похитнулась. Зважаючи на те, що Бахтіяр був лідером спротиву, шах спробував піти на компроміс, призначивши його на пост прем'єр-міністра. За період свого 36-денного врядування Бахтіяр звільнив усіх політв'язнів, скасував цензуру в друкованих виданнях (до того часу всі газети країни страйкували), послабив режим воєнного стану, розформував САВАК і попрохав опозицію дати йому три місяці до виборів в установчі збори, що мали вирішити долю монархії й майбутнє країни в цілому.
Незважаючи на всі спроби Бахтіяра, аятола Хомейні назвав прем'єр-міністра зрадником і колабораціоністом, оголосив його кабінет нелегітимним і закликав до повалення монархії. У січні 1979 року шах був повалений. У квітні того ж року Бахтіяр виїхав до Франції.
В Парижі Шапур Бахтіяр очолив Національний рух опору Ірану, що боровся з Ісламською республікою у себе на батьківщині. У липні 1980 року він зазнав спроби замаху у власному будинку. В результаті нападу загинув його сусід і поліцейський. 6 серпня 1991 року вбивці все ж досягли своєї мети — Шапур Бахтіяр і його секретар, Соруш Катібех, були вбиті в будинку, де вони жили та працювали. Двоє з трьох кілерів змогли повернутись в Іран. Третій, Алі Вакілі Рад, був заарештований у Швейцарії.
Шапур Бахтіяр похований на паризькому цвинтарі Монпарнас.